# Nagurus izuharaensis
Nagurus izuharaensis är en kräftdjursart som beskrevs av Nunomura 1991. Nagurus izuharaensis ingår i släktet Nagurus och familjen Trachelipodidae. Inga underarter finns listade i Catalogue of Life.